# 韦尔圣但尼
韦尔圣但尼（法語：Vert-Saint-Denis，法語發音：[vɛʁ sɛ̃ dəni] ⓘ）是法国塞纳-马恩省的一个市镇，属于默伦区。

## 地理
韦尔圣但尼（48°34'1"N, 2°37'19"E）面积16.13 平方千米，位于法国法蘭西島大區塞纳-马恩省，该省份为法国北部内陆省份，北起瓦兹省，西接埃松省、马恩河谷省、塞纳-圣但尼省和瓦兹河谷省，南至卢瓦雷省，东南接约讷省，东临马恩省和奥布省，东北接埃纳省。
与韦尔圣但尼接壤的市镇（或旧市镇、城区）包括：布瓦西斯拉贝特朗、塞松、塞纳河畔勒梅、默倫、雅尔河畔蒙特罗、雷欧、瓦斯农。

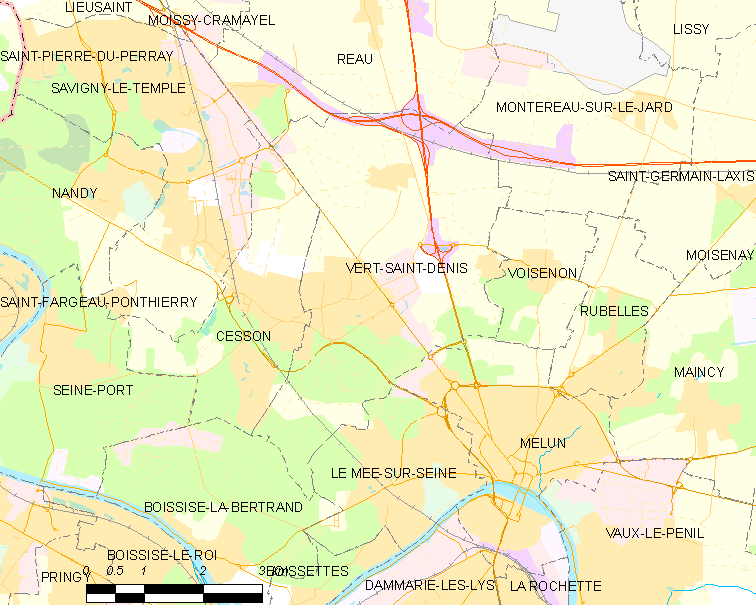
韦尔圣但尼的OSM定位图

韦尔圣但尼的时区为UTC+01:00、UTC+02:00（夏令时）。

## 行政
韦尔圣但尼的邮政编码为77240，INSEE市镇编码为77495。

## 政治
韦尔圣但尼所属的省级选区为萨维尼勒唐普勒县。

## 人口

1962-2008年间韦尔圣但尼人口变化图示

韦尔圣但尼于2022年1月1日时的人口数量为9057人。